# Signols
Signols è una frazione del comune di Oulx, nella città metropolitana di Torino.
La frazione è posta sulla strada statale di Bardonecchia ad un paio di chilometri dall'abitato di Oulx verso l'abitato di Bardonecchia.
Al centro della frazione esiste una cappella dedicata a San Sisto Papa e la fontana di acqua amara del 1866. Vicino alla fontana è stato ristrutturato un forno a legna. Nel paese esiste una sola via, omonima alla cappella. 
L'allevamento e la coltivazione sono ancora praticati dalle popolazioni locali. Sopra il paese si trovano diversi luoghi interessanti dal punto di vista mineralogico. Esistono diverse cave di gesso dove, oltre al gesso, si possono trovare diversi minerali: albite, anatasio, brookite, rutilo, quarzo, ematite.